# Dust in the Wind
Dust in the Wind ist ein Folk-Rock-Song der US-amerikanischen Band Kansas. Er wurde 1977 erstmals auf dem Album Point of Know Return veröffentlicht und 1978 als Single ausgekoppelt. Das Stück erreichte im Februar 1978 Platz sechs in den Billboard Hot 100 und war damit der erfolgreichste Hit von Kansas. 
Eine bekannte Live-Version des Stücks findet sich auf dem 1978 veröffentlichten Album Two for the Show. Die Single verkaufte sich über eine halbe Million Mal und erreichte in den USA Gold-Status.

## Text
Der Song wurde von Kerry Livgren, dem Gitarristen und Keyboarder der Band geschrieben, nachdem er ein Buch über die Dichtkunst der amerikanischen Ureinwohner gelesen hatte. Inspiriert wurde er durch die Zeile „For all we are is dust in the wind“ („Denn alles, was wir sind, ist Staub im Wind“). Diese Zeile findet sich im Refrain des Stückes wieder. Das Thema wird im Song vielfach variiert, beispielsweise in der Form “Just a drop of water in an endless sea” („Nur ein Tropfen Wasser in einem endlosen Meer“). Das Lied besteht aus drei Strophen. Eine weitere Strophe wurde geschrieben, aber nie veröffentlicht.

## Musik
Die Grundtonart des Stücks ist a-Moll. Auf der Originalaufnahme wird der Gesang von zwei Gitarren begleitet. Die Spieltechnik, die dabei verwendet wird, nennt sich Travis-Picking; dabei handelt es sich um ein Fingerpicking mit Wechselbass.
Nach jeder der drei Strophen folgt der Refrain. Nach der letzten Strophe wird der Refrain zweimal vorgetragen, die letzte Wiederholung ist dabei leicht variiert. Nach dem Refrain nach der zweiten Strophe folgt ein Instrumentalteil mit einer charakteristischen Geigenmelodie. Die Geige ist dann auch in der folgenden Strophe und dem folgenden Refrain zu hören, nachdem der erste Teil des Liedes ausschließlich durch Gitarre begleitet wird.

Intro aus Dust in the Wind

Charakteristisch für das Stück ist auch das Intro, das im Instrumentalteil und am Ende des Stücks wiederholt wird. Die Oberstimme wiederholt sich alle drei Takte, während das Akkordraster stets über vier Takte reicht.
Durch diese metrische Verschiebung entsteht die typische Akkordfolge:
C – Cmaj7 – Cadd9 – C –
Asus2 – Asus4 – Am – Asus2 –
Cadd9 – C – Cmaj7 – Cadd9 –
Am – Asus2 – Asus4 – Am

## Kommerzieller Erfolg

### Chartplatzierungen
| ChartsChartplatzierungen       | Höchstplatzierung | Wochen |
| ------------------------------ | ----------------- | ------ |
| Vereinigte Staaten (Billboard) | 6 (20 Wo.)        | 20     |

| ChartsJahrescharts (1978)      | Platzierung |
| ------------------------------ | ----------- |
| Vereinigte Staaten (Billboard) | 39          |

### Auszeichnungen für Musikverkäufe
Die Single verkaufte sich bereits in Erscheinungsjahr über eine halbe Million Mal in den USA, wofür es eine Goldene Schallplatte erhielt.
| Land/Region                  | Auszeichnungen für Musikverkäufe (Land/Region, Auszeichnung, Verkäufe) | Verkäufe  |
| ---------------------------- | ---------------------------------------------------------------------- | --------- |
| Deutschland (BVMI)           | Gold                                                                   | 300.000   |
| Italien (FIMI)               | Gold                                                                   | 50.000    |
| Kanada (MC)                  | Gold                                                                   | 75.000    |
| Spanien (Promusicae)         | 2× Platin                                                              | 120.000   |
| Vereinigte Staaten (RIAA)    | Gold (Physisch) · + 3× Platin (Digital)                                | 3.500.000 |
| Vereinigtes Königreich (BPI) | Silber                                                                 | 200.000   |
| Insgesamt                    | 1× Silber · 4× Gold · 5× Platin ·                                      | 4.245.000 |

## Coverversionen und weitere Verwendung
Sarah Brightman coverte das Stück auf ihrem 1999 veröffentlichten Album Eden. Ebenfalls gecovert wurde Dust in the Wind unter anderem von den Scorpions, von den Eagles, von Melanie, Murray Head, Metalium, Peter Hofmann, Eric Benét, Gabriel & Dresden, Dana Winner, Keren Ann und von Paula Fernandes. Von der chilenischen Punk-Rock-Band Los Mox! gibt es eine spanische Version mit dem Titel Polvo en el viento, von der spanischen Heavy-Metal-Band Mägo de Oz eine als Pensando en ti. Weiterhin gibt es eine Instrumentalversion des Jazz-Gitarristen Bernie Williams.
Dust in the Wind wird im Film Old School – Wir lassen absolut nichts anbrennen, der 2003 veröffentlicht wurde, von Will Ferrell gesungen und ist auch in der Fernsehserie Highlander mehrfach zu hören. Auch in der Episode Dicker Mann und kleiner Junge aus der Serie Simpsons wird die Originalversion des Stücks verwendet. Im Film Final Destination 5 weist das Lied auf die zukünftigen Unfälle hin. Im 2013 erschienenen Film Quellen des Lebens, eine im Nachkriegsdeutschland angesiedelte Generationengeschichte, ist Dust in the Wind eine Art musikalisches Leitmotiv.